# Profil lotniczy

Różne rodzaje profili lotniczych

Profil lotniczy – obrys przekroju skrzydła samolotu, łopaty śmigła itp. w płaszczyźnie prostopadłej do osi biegnącej wzdłuż rozpiętości skrzydła (lub promienia śmigła czy wirnika). Cechą charakterystyczną profilu lotniczego jest zdolność do efektywnego wytwarzania siły nośnej pod wpływem powietrza opływającego profil (płat).
Profile lotnicze są przedmiotem badań w tunelach aerodynamicznych: dąży się do otrzymania jak największej siły nośnej (dla spodziewanej prędkości samolotu) oraz minimalizacji oporu profilu.
Zbiór profili lotniczych składa się na kształt płata (płat może mieć różne profile wzdłuż rozpiętości): skrzydła, łopaty śmigła lub łopaty wirnika śmigłowca. Kształt profilu lotniczego mają także łopatki turbin i sprężarek silników odrzutowych.

## Rodzaje profili
Ze względu na symetrię wyróżnia się podział na dwie grupy:
- symetryczne (NACA 0012)
- niesymetryczne (NACA 4418, ILHX4A1-9)
  - wklęsłowypukłe – w których zarówno spodnia, jak i górna część profilu są wygięte ku górze (Eppler 58)
  - płaskowypukłe – w których spodnia część profilu jest płaska, zaś górna wygięta ku górze (OCC-ЦКБ No5, S.T.Aé. 237)
  - dwuwypukłe – w których dolna część profilu jest wygięta ku dołowi, zaś górna – do góry (NACA 23024).

W lotnictwie szeroko stosowane są profile rodziny NACA (ang. National Advisory Commitee for Aeronautic). Spotyka się także inne profile, np. RAE (Royal Aircraft Establishment), GAF, CAGI (Centralnyj Aerogidridynamiczeskij Institut), profile Clark, Epplera i Wortmana.
Polskie profile, zaprojektowane w Instytucie Lotnictwa w Warszawie, oznaczone są jako IL (np. ILHX4A1-12M, ILHX4A1-9 – profile łopat wirnika nośnego śmigłowca PZL IS-2).

### Klasyczne
Cechą wyróżniającą jest położenie maksymalnej grubości profilu w ok. 25% długości cięciwy. Za tym punktem następuje przejście warstwy laminarnej w turbulentną, co powoduje wzrost oporu tarcia. Stosowane w samolotach o niskich prędkościach przelotowych ze względu na duży współczynnik siły nośnej.

### Laminarne
Maksymalna grubość znajduje się w zakresie 35–70% długości cięciwy, dzięki czemu na przeważającej długości profilu przepływ jest laminarny (ma mniejsze od turbulentnego opory tarcia). Utrzymanie laminarnej warstwy przyściennej jest możliwe tylko w niewielkim zakresie małych kątów natarcia i jest wrażliwe na odkształcenia i zabrudzenia opływanej powierzchni. Przykłady: NACA 66(1)-212, Wortmann FX 67-K-150/17.

### Nadkrytyczne
Profile nadkrytyczne posiadają stosunkowo płaską górną powierzchnię, z dość mocno wybrzuszonym dołem profilu. Maksymalna strzałka ugięcia szkieletowej przesunięta jest mocno do tyłu. Opracowane dla samolotów latających w zakresie prędkości transonicznych. Cechy profili tego typu wpływają na zwiększenie krytycznej liczby Macha, opóźniają więc powstanie fal uderzeniowych związanych z lokalnym przekroczeniem prędkości dźwięku przez powietrze przyspieszające na profilu. Opracowane są dzięki oprogramowaniu CFD. Przykładowe profile to: RAE 5214, NASA/Langley SC(2)-0714.

### Naddźwiękowe
Charakteryzujące się ostrą krawędzią zarówno spływu, jak i natarcia; zaprojektowane dla samolotów poruszających z prędkościami naddźwiękowymi.

## Opisywanie profilu lotniczego

### Wielkości geometryczne

Profil lotniczy

- Cięciwa – długość odcinka łączącego dwa skrajne punkty profilu lotniczego.
- Linia szkieletowa profilu – linia łącząca środki okręgów wpisanych w profil lotniczy.
- Strzałka ugięcia – maksymalne ugięcie linii szkieletowej od cięciwy profilu.
- Grubość profilu – największa odległość pomiędzy dolnym a górnym konturem profilu mierzona prostopadle do cięciwy.
- Grubość względna – stosunek grubości profilu do cięciwy.
- Współczynnik wypełnienia noska profilu – grubość noska profilu w odległości 1% cięciwy od przedniego, skrajnego punktu.
- Środek parcia profilu – punkt leżący na przecięciu linii działania wypadkowej siły aerodynamicznej z cięciwą.
- Środek aerodynamiczny profilu – punkt leżący na cięciwie, względem którego współczynnik momentu nie zależy od kąta natarcia.

Mówiąc o profilu lotniczym używa się także określeń:
- Nosek – najbardziej wysunięta część profilu lotniczego.
- Ostrze – punkt profilu najbardziej wysunięty do tyłu

Patrząc na płat jako zbiór profili linię łączącą noski profili nazywa się krawędzią natarcia a linię łącząca ostrza – krawędzią spływu.

### Wielkości aerodynamiczne
Profil lotniczy charakteryzuje się następującymi bezwymiarowymi wielkościami aerodynamicznymi:
- współczynnik siły nośnej – cz lub cL– rząd wielkości maksimum ok. 1,4–1,7 (przy stosowaniu specjalnych rozwiązań maksymalny współczynnik siły nośnej może ulec zwiększeniu do ok. 3)
- współczynnik oporu – cx lub cD
- współczynnik momentu – cm

Wykresy zależności tych współczynników od kąta natarcia tworzą tzw. charakterystykę profilu.

## Oznaczenia profili NACA
Wyróżnia się profile NACA 5 i 4-cyfrowe oraz profile NACA laminarne. Do ich opisu używa się wielkości wyrażonych w procentach względem długości cięciwy.
- 5-cyfrowe
typu NACA abcde
a – wielkość strzałki ugięcia
b, c – podwojone położenie strzałki ugięcia mierzone od noska profilu
d, e – grubość profilu
- 4-cyfrowe
typu NACA abcd
a – wielkość strzałki ugięcia
b – położenie strzałki w dziesiątych częściach cięciwy
c, d – grubość względna profilu
- Profile laminarne
typu NACA abcde
a – typ rozkładu opływu
b – położenie punktu największej wartości bezwzględnej podciśnienia
c – współczynnik siły nośnej dla opływu, dla którego oderwanie strug występuje na całym profilu
d, e – grubość względna